# ナターシャの歌に
『ナターシャの歌に』（Gideon's Daughter）は、2005年のイギリスのテレビ映画。イギリスでは2005年2月26日にBBCで、日本では2007年6月10日にWOWOWで放送。
ビル・ナイとエミリー・ブラントがゴールデングローブ賞を受賞。

## キャスト
- ビル・ナイ：ギデオン
- ミランダ・リチャードソン：ステラ
- エミリー・ブラント：ナターシャ
- ロバート・リンゼイ
- ロニ・アンコーナ
- トム・ハーディ
- ジョアンナ・ペイジ
- デヴィッド・ウェストヘッド